# Zwei vom gleichen Schlag (1983)
Zwei vom gleichen Schlag (Originaltitel Two of a Kind) ist eine US-amerikanische Fantasy-Filmkomödie, die am  16. Dezember 1983 Premiere hatte. Regie führte John Herzfeld, der auch das Drehbuch schrieb. Der Film wurde in New York City gedreht und spielte in den Kinos der USA rund 23,6 Millionen US-Dollar ein.

## Handlung
Die Engel Charlie, Ruth, Earl und Gonzales spielen im Himmel eine Partie Golf, die von Gott unterbrochen wird, der seinen Urlaub abbricht. Gott verkündet, er wolle die Menschheit mit einer Sintflut vernichten. Die Engel reden ihm den Plan aus unter der Bedingung, dass sie zwei Menschen finden, die sich verlieben. Die Wahl fällt auf Zack Melon und Debbie Wylder.
Der hoch verschuldete Melon raubt die Bank aus, in der Wylder arbeitet. Er stellt später fest, dass Wylder das Geld der Bank durch etwas anderes ersetzte und die Banknoten für sich selbst behielt. Er findet sie und verliebt sich in sie; seine Liebe wird erwidert.

## Deutsche Fassung
Die deutsche Synchronbearbeitung entstand 1984 für einen Kinostart am 26. Oktober desselben Jahres.
| Figur             | Darsteller         | Deutscher Sprecher       |
| ----------------- | ------------------ | ------------------------ |
| Zack Melon        | John Travolta      | Thomas Danneberg         |
| Debbie Wylder     | Olivia Newton-John | Susanna Bonasewicz       |
| Charlie           | Charles Durning    | Gerd Duwner              |
| Beasley           | Oliver Reed        | Michael Chevalier        |
| Ruth              | Beatrice Straight  | Bettina Schön            |
| Earl              | Scatman Crothers   | Heinz-Theo Branding      |
| Stuart            | Richard Bright     | Friedrich Georg Beckhaus |
| Gott (als Stimme) | Gene Hackman       | Norbert Langer           |
| Detective Skaggs  | Ernie Hudson       | Jürgen Kluckert          |
| Gonzales          | Cástulo Guerra     | Arne Elsholtz            |
| Mr. Chotiner      | Jack Kehoe         | Andreas Mannkopff        |
| Ron               | James Stevens      | Ulrich Gressieker        |
| Terri             | Toni Kalem         | Sabine Jaeger            |
| Warren Robertson  | Warren Robertson   | Wolfgang Condrus         |

## Rezeption
Zwei vom gleichen Schlag erhielt ein sehr schlechtes Presseecho, was sich auch in den Auswertungen US-amerikanischer Aggregatoren widerspiegelt. So erfasst Rotten Tomatoes größtenteils kritische Besprechungen und ordnet den Film damit als „Gammelig“ ein. Metacritic ermittelt aus den vorliegenden Bewertungen „Überwältigendes Missfallen“. Es folgen einige repräsentative Pressestimmen:
Roger Ebert schrieb in der Chicago Sun-Times vom 20. Dezember 1983, ein Blitz vom Himmel solle den Film vernichten. Es passiere beinahe nichts. Der Kritiker verspottete den Film und stellte einige Fragen – zum Schluss um den Ort, an dem Gott seinen Urlaub verbringe.

„Anspruchslose Komödie mit sentimentalen Akzenten und naiver Moral, weder spannend noch sonderlich originell; im Umgang mit religiösen Motiven eher einfältig.“

„Himmelten Sie John Travolta in Von Augenblick zu Augenblick an? Fielen Sie vor Freude in Ohnmacht, als Sie Olivia Newton-John in Xanadu bewunderten? Dann nämlich sind Sie ein echter Fachmann in puncto Inkompetenz und sollten Zwei vom gleichen Schlag auf keinen Fall versäumen.“

„Ein fader Kino-Bic-Mäc aus der TV-Kantine, angerichtet mit einer kitschigen Love-Story und schwachbrüstigen Kameraspielereien à la Fußball-Ballett“

Der Film erhielt vier Nominierungen für den Negativpreis Goldene Himbeere 1984:
- „Schlechtester Schauspieler“ für John Travolta (zusammen mit seiner Darstellung in Staying Alive)
- „Schlechteste Schauspielerin“ für Olivia Newton-John
- „Schlechtester Regisseur“ für John Herzfeld
- „Schlechtester Film“

## Belege und weiterführende Informationen
1. ↑  Filming locations for Two of a Kind, abgerufen am 9. Mai 2008
2. ↑  Two of a Kind. In: Box Office Mojo. Abgerufen am 24. April 2025 (englisch).
3. ↑  Zwei vom gleichen Schlag in der Deutschen Synchronkartei; abgerufen am 26. Mai 2009
4. 1 2  Zwei vom gleichen Schlag. In: Rotten Tomatoes. Fandango, abgerufen am 29. Dezember 2024 (englisch, aggregiert aus 11 Kritiken).
5. 1 2  Zwei vom gleichen Schlag. In: Metacritic. Abgerufen am 29. Oktober 2023 (englisch, aggregiert aus 5 Kritiken).
6. ↑  Paul Brenner: Zwei vom gleichen Schlag (Memento vom 21. Oktober 2021 im Internet Archive) bei AllMovie (englisch)
7. 1 2  Filmkritik von Roger Ebert, abgerufen am 9. Mai 2008. „This movie should have been struck by a lightning bolt. […] Where does God go on vacation?“
8. ↑  Zwei vom gleichen Schlag. In: Lexikon des internationalen Films. Filmdienst, abgerufen am 9. Mai 2008.
9. 1 2  Ronald M. Hahn, Volker Jansen, Norbert Stresau: Lexikon des Fantasy-Films. 650 Filme von 1900 bis 1986. Heyne, München 1986, ISBN 3-453-02273-4, S. 588.

- Weitere Filmlinks:
- IMDb: Link |
- OFDb: Link |
- AFI: Link |
- Cinema: Link |
- Schnittberichte: Link |
- TMDb: Link |
- Letterboxd: Link |
- Moviepilot: Link |
- bearbeiten